# Mettlach
Mettlach là một đô thị thuộc huyện Merzig-Wadern, bang Saarland, Đức. Đô thị Mettlach có diện tích 78,08 km². Đô thị này nằm bên sông Saar, cự ly khoảng 7 km về phía tây bắc của Merzig, và 30 km về phía nam của Trier.
Villeroy & Boch có trụ sở ở Mettlach.